# Königsmeise
Die Königsmeise  (Machlolophus spilonotus) ist eine in Asien vorkommende Vogelart  aus der Familie der Meisen.

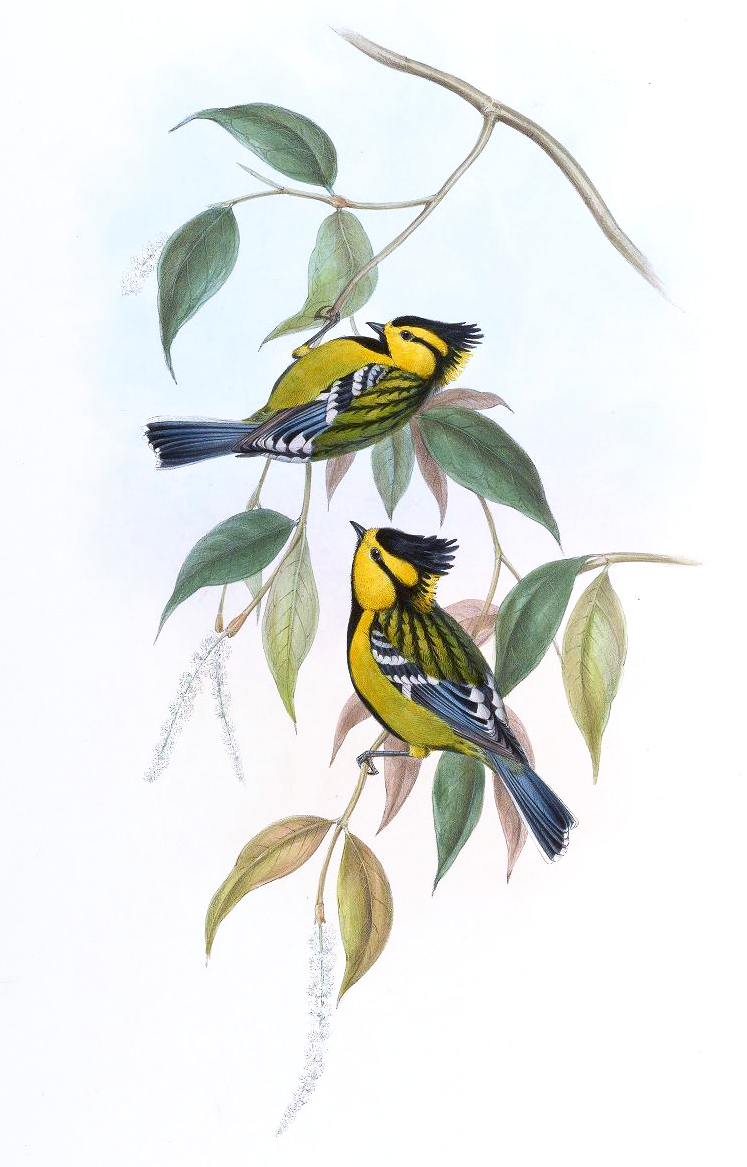
Königsmeisen auf einer Zeichnung von John Gould

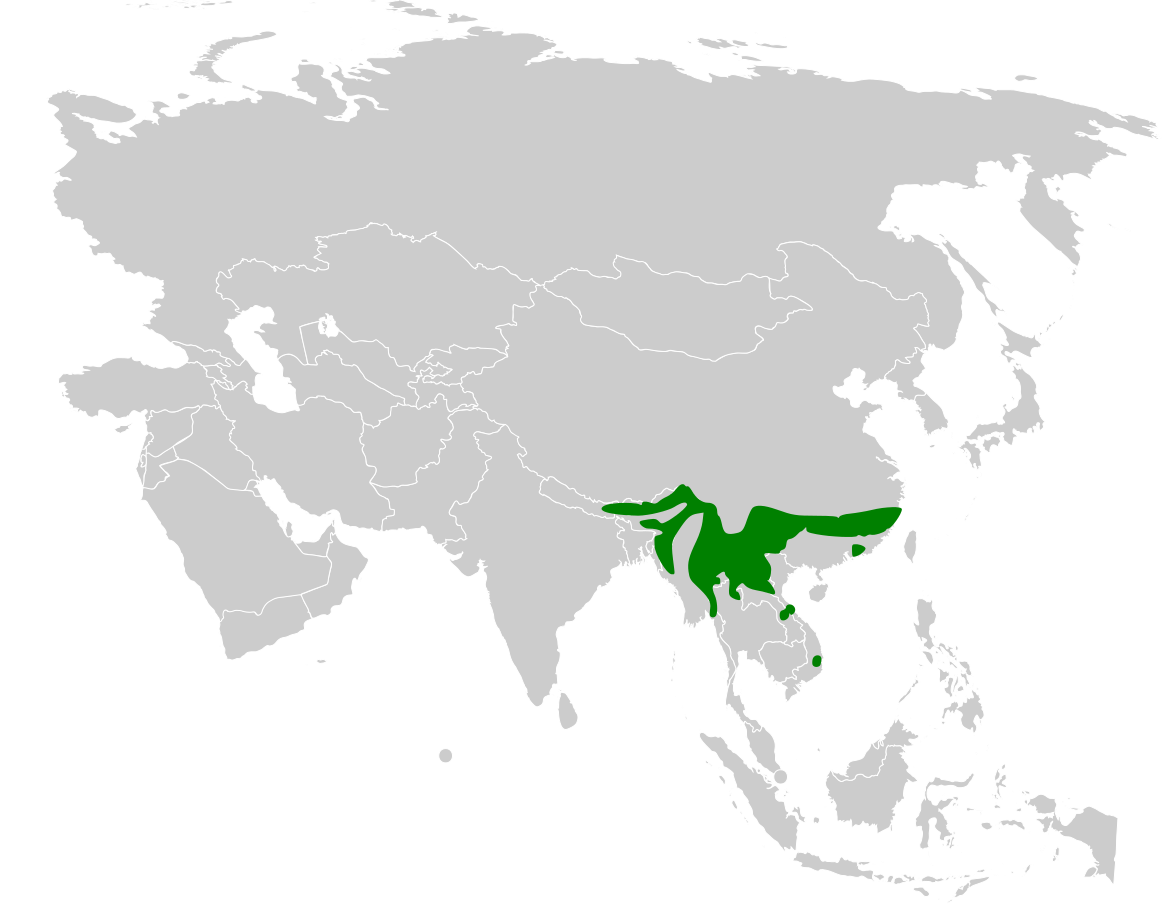
Das Verbreitungsgebiet der Königsmeise

## Unterarten und Verbreitung
Es sind vier Unterarten bekannt:
- Machlolophus spilonotus spilonotus (Bonaparte, 1850)[3] – Die Nominatform kommt im Osten Nepals und dem Nordosten Indiens (Arunachal Pradesh und der Norden von Assam) bis in den Norden und Westen Myanmars und den Südwesten Chinas vor.
- Machlolophus spilonotus subviridis (Blyth, 1855)[4] – Diese Unterart kommt im Nordosten Indiens (Südliches Assam bis Manipur) bis in den Süden und Osten Myanmars, den Norden Thailand und das südliche zentrale China (Westen von Yunnan) vor.
- Machlolophus spilonotus rex (David, 1874)[5] – Diese Subspezies kommt im Süden und Südosten Chinas (Süden von Sichuan, Süden und Osten von Yunnan, Guangdong, Fujian und Süden von Zhejiang, einschließlich Hongkong), und im nördlichen und zentralen Indochina (Norden von Laos und Nordwesten von Vietnam) vor.
- Machlolophus spilonotus basileus Delacour, 1932[6] – Diese Unterart ist im Süden Indochinas (Süden von Laos und Süden und Zentrum von Vietnam) verbreitet.

## Merkmale
Die Königsmeise erreicht eine Länge von 14 bis 15,5 cm und ein Gewicht von 18 bis 23 g und ist damit eine mittelgroße bis große Meisenart. Charakteristisch für die Art sind die schwarze Haube, der schwarze Augenstreifen und die gelben Wangen. Der Rücken ist olivgrün mit schwarzen Längsstreifen. Die Kehle und die Brust sind schwarz. Die Iris ist braun; der Schnabel dunkelgrau oder schwarz und die Füße sind grau oder graublau. Weibchen unterscheiden sich von den Männchen durch die gelblichweißen Flügelstreifen, die olivfarbenen Ränder der Flugfedern und die matter gefärbte Kehle. Jungvögel haben eine kürzere Haube und sind matter gefärbt.
Von der Kronenmeise (Machlolophus xanthogenys) unterscheidet sich die Königsmeise vor allem  durch ihren gelben Vorderkopf (schwarz bei der Kronenmeise), den grünlichen, schwarz gestreiften Rücken und die weißlichen Flügelstreifen.

## Lebensraum
Königsmeisen bewohnen gemäßigte und subtropische Mischwälder und immergrüne Wälder, die vor allem von Eichen, Kiefern und Rhododendron gebildet werden, außerdem Sekundärwälder, Bambusbestände, Waldränder, Plantagen und kultiviertes Land mit einzelnen Bauminseln. Sie leben in Höhen von 600 bis 3050 Metern und sind in der Regel Standvögel. Einige ziehen außerhalb der Brutzeit auch in niedrigeren Gegenden bis in Höhen von 350 Metern. Königsmeisen ernähren sich von kleinen Wirbellosen und deren Larven, von Knospen und Beeren. Sie suchen ihre Nahrung in den mittleren und unteren Ebenen der Wälder, oft auch im Unterholz, paarweise oder in kleinen Familiengruppen, außerhalb der Brutzeit auch in kleinen Gruppen zusammen mit anderen Arten, z. B. mit anderen Meisen oder zusammen mit Timalien. Die Vögel sind nicht scheu und machen durch verschiedene wie “si-si-si”, “si-si-pudi-pudi”, “tsee-tsee-tsee, si-si”, “ki-ki beer, ki-ki beer, ki-ki beer, ki-ki beer” oder “witch-a witch-a witch-a” klingende Lautäußerungen auf sich aufmerksam. Viele ihrer Laute gleichen denen der Kohlmeise.
Die Königsmeise vermehrt sich von Februar bis Mitte August. Das flache Nest wird aus Moos, Grass, Borke, Streifen von Adlerfarn, Blättern, Tierhaaren, Federn und anderen pflanzlichen tierischen Produkten (manchmal auch Schlangenhaut) in bis zu 15 Metern hoch gelegene Baumhöhlen errichtet, selten auch in Löchern in Mauern oder in Felsspalten. Das Gelege besteht aus vier bis sechs Eiern.

## Gefährdung
Die Königsmeise ist ungefährdet. Sie ist in einigen Teilen ihres Verbreitungsgebietes selten (z. B. im Himalaya), in anderen häufig. Seit 1988 hat sie ihr Verbreitungsgebiet nach Osten bis nach Hongkong ausgebreitet, wo sie jetzt brütet.

## Belege
1. 1 2 3 4 5  
A. Gosler, P. Clement: Yellow-cheeked Tit (Machlolophus spilonotus). In: J. del Hoyo, A. Elliott, J. Sargatal, D. A. Christie, E. de Juana (Hrsg.): Handbook of the Birds of the World Alive. Lynx Edicions, Barcelona 2017. (abgerufen von https://birdsoftheworld.org/bow/species/yectit1/cur/introduction am 25. Oktober 2017).
2. ↑  IOC World Bird List Waxwings and their allies, tits & penduline tits
3. ↑  
Charles Lucien Jules Laurent Bonaparte: Conspectus generum avium. Band 1. E. J. Brill, Leiden 1850 (biodiversitylibrary.org S. 228.).
4. ↑  
Edward Blyth: Capt. S. R. Tickell, Maulmein. A collection of bird-skins from the mountainous interior of the Tennaserim provinces. In: The journal of the Asiatic Society of Bengal. Band 24, Nr. 3, 1855, S. 266–281 (biodiversitylibrary.org, S. 267.).
5. ↑  
Jean Pierre Armand David: Description de Quelques Oiseaux de Chine. In: Annales des sciences naturelles, Zoologie et Paleonthologie comprenant l'Anatomie, la Physiologie. la Classification et l'Histoire naturelles des animaux (= 4). Band 19, Nr. 9, 1874, S. 1–5 (biodiversitylibrary.org, S. 4.).
6. ↑  
Jean Théodore Delacour: Études systématique de quelques oiseaux nouveaux ou intéressants obtenus par la VIe expédition en Indochine. In: L'Oiseau et la Revue francaise d'ornithologie (= Nouvelle Série). Band 2, 1932, S. 419–438 (gallica.bnf.fr, S. 428.).
7. ↑  
Machlolophus spilonotus in der Roten Liste gefährdeter Arten der IUCN 2016.3. Eingestellt von: BirdLife International, 2016. Abgerufen am 15. Dezember 2016.